# Beroepsgeheim
Het beroepsgeheim is de plicht waartoe bepaalde personen gehouden zijn en het recht dat zij kunnen inroepen om te weigeren de geheimen bekend te maken die hun zijn toevertrouwd of waarvan zij kennis dragen wegens hun staat of beroep. Het wordt ook wel zwijgplicht genoemd. Het gaat daarbij vooral om vrije beroepen. Het beroepsgeheim geldt niet als de betrokkene toestemming geeft om aan derden inlichtingen te verstrekken.
Schending van het beroepsgeheim is strafbaar (Nederland: art. 272 Wetboek van Strafrecht, België: art. 458 Strafwetboek en uitzonderingen beperkend opgesomd in art. 458bis-458ter Strafwetboek). Daarbij kunnen beroepsverenigingen bijkomende tuchtsancties opleggen (waarschuwing, schorsing of beroepsverbod). Bovendien kan eenieder die hierdoor schade heeft geleden schadevergoeding eisen aangezien een schending van het beroepsgeheim een onrechtmatige daad is.
Het beroepsgeheim is niet alleen de plicht om te zwijgen over feiten en gegevens van klanten en derden, maar ook om eventuele correspondentie en gegevensdragers met betrekking tot deze personen achter te houden. Het is dan wel van belang deze informatie strikt gescheiden te houden van de niet-geprivilegieerde informatie. Wel is het mogelijk dat men indirect via derden alsnog achter de informatie komt.
Aan het beroepsgeheim is voor een aantal beroepen het verschoningsrecht of het zwijgrecht verbonden, het recht om vragen van een rechter niet te behoeven te beantwoorden.

## Reden
Het beroepsgeheim zorgt ervoor dat bepaalde beroepsbeoefenaren hun werk kunnen doen en dat hun cliënten vrijuit met hen kunnen spreken.

## Beroepen
Het beroepsgeheim geldt momenteel in de meeste westerse landen. Over het algemeen geldt het beroepsgeheim voor de zogenoemde beschermde beroepen, waarvoor men een vergunning of beëdiging nodig heeft om ze uit te oefenen. De beroepen waarvoor het geldt zijn onder meer: 
- medici, artsen, zie artseneed
- apothekers
- advocaten
- geestelijk verzorgers
- notarissen
- politiebeambten
- accountants
- priesters (zie biechtgeheim) en predikanten
- paramedici
- psychologen
- tolken
- maatschappelijk assistenten
- ambtenaren in fiscale en inlichtingendiensten
- medewerkers van psychosociale diensten zoals het CLB
- privédetective - rechercheurs (vergunninghoudend en in dienst bij een particulier recherchebureau sinds 2016)

Een markant manco in deze lijst is het beroep van belastingadviseur, dit heeft te maken met het feit dat het beroep niet beschermd is en dat iedereen zichzelf belastingadviseur kan noemen. Wel bestaan er voor dergelijke beroepen beroepsverenigingen die in hun reglementen geheimhouding voorschrijven. Aangezien de meeste of alle beroepsbeoefenaars vaak lid van dergelijke verenigingen zijn, zijn ze derhalve toch aan geheimhoudingsplicht gebonden.
Verder kennen veel landen een geheimhoudingsplicht voor medewerkers bij banken en financiële instellingen: het bankgeheim. Dit geheim wordt echter door antiwitwaswetgeving en fiscale antimisbruikwetgeving, alsmede internationale verdragen, steeds verder uitgehold. Ook andere gereguleerde sectoren, zoals de trustsector, kennen een geheimhoudingsplicht.

## Het beroepsgeheim in Nederland
In Nederland is het beroepsgeheim voor artsen en andere medische hulpverleners geregeld in art. 457 van Boek 7 van het Burgerlijk wetboek en in art. 88 van de Wet op de beroepen in de individuele gezondheidszorg (Wet BIG). Schending van het beroepsgeheim is bovendien strafbaar (art. 272 Wetboek van Strafrecht). Het is geen absoluut recht, omdat het op grond van zwaarwegende maatschappelijke belangen door de rechter kan worden doorbroken.

## Het beroepsgeheim in België
Het schenden van het beroepsgeheim wordt strafbaar gesteld door artikel 458 van het Belgisch Strafwetboek. Artikel 458 luidt:
Geneesheren, heelkundigen, officieren van gezondheid, apothekers, vroedvrouwen en alle andere personen die uit hoofde van hun staat of beroep kennis dragen van geheimen die hun zijn toevertrouwd, en deze bekendmaken buiten het geval dat zij geroepen worden om in rechte of voor een parlementaire onderzoekscommissie getuigenis af te leggen en buiten het geval dat de wet, het decreet of de ordonnantie hen verplicht of toelaat die geheimen bekend te maken, worden gestraft met gevangenisstraf  van een jaar tot drie jaar en een geldboete van honderd euro tot duizend euro of met een van die straffen alleen.

### Constitutieve bestanddelen
Zodat er sprake is van een schending van het beroepsgeheim, moet er volgens artikel 458 Strafwetboek sprake zijn van een opzettelijke bekendmaking van een geheim door een persoon die door zijn staat of beroep gehouden is tot het beroepsgeheim is gehouden.

#### Algemeen opzet
Art. 458 Sw. vereist een algemeen opzet: de houder van het beroepsgeheim moet wetens en willens het beroepsgeheim hebben geschonden. Onachtzaamheid (zonder dat het beroepsgeheim wetens en willens is geschonden) kan niet leiden tot een vervolging van de beroepsgeheimhouder op basis van art. 458 Sw. (eventueel zou dit wel een tuchtrechtelijk of burgerrechtelijk staartje kunnen krijgen).

#### Bekendmaking
Een bekendmaking is een mededeling van bepaalde geheimen aan een andere persoon dan de beroepsgeheimhouder zelf. 
In een arrest van 26 maart 2021 oordeelde het Hof van Cassatie dat - tenzij de beroepsgeheimhouder in contact stond met de dader of tenzij de slachtoffer verzocht om het feit stilzwijgend te bewaren - er geen sprake is van een bekendmaking (en dus ook niet van een schending van het beroepsgeheim) indien feiten waarvan de patiënt slachtoffer was worden bekendgemaakt aan een gerechtelijke of tuchtoverheid.
Ook wanneer dragers van een gedeeld beroepsgeheim onderling informatie uitwisselen, kan er geen sprake zijn van een schending van het beroepsgeheim.

#### Geheim
Een geheim is alle gegevens die in redelijk verband staan met de beroepsactiviteit waarvan de beroepsgeheimdrager kennis neemt in het kader van zijn beroepsuitoefening.
Het begrip "geheim" krijgt een heel ruime invulling. Zo gaat het ook over een opname in een zorginstelling, over gezondheidsgegevens, over de identiteit van de patiënt etc. Voltooide misdrijven vallen ook onder het beroepsgeheim. Algemeen bekende feiten vallen dan weer niet onder het beroepsgeheim.

### Dragers van het beroepsgeheim
Artikel 458 Sw. stelt dat geneesheren, heelkundigen, officieren van gezondheid, apothekers, vroedvrouwen en alle andere personen die uit hoofde van hun staat of beroep kennis dragen van geheimen die hun zijn toevertrouwd, zijn gebonden door het beroepsgeheim.
Het Hof van Cassatie heeft in een arrest van 30 oktober 1978 verduidelijkt dat het gaat om "alle noodzakelijke vertrouwenspersonen". Dit zijn alle personen die in het kader van hun beroepsuitoefening kennis krijgen van bepaalde geheimen en in het licht van hun functie bezwaard zijn met een vertrouwensopdracht. Het gaat dus ook om hoofdartsen van ziekenhuizen, verpleegkundigen, verzekeraars, administratief personeel, ziekenhuisdirecteurs, ambulanciers, apothekers enz.

### Straf
Schending van het beroepsgeheim wordt gestraft met een gevangenisstraf van één tot drie jaar of met een geldboete van 100 euro tot 1000 euro (te vermeerderen met opdecimes).

### Uitzonderingen
Op het beroepsgeheim bestaan uitzonderingen (art. 458bis somt deze uitzonderingen op):
- Voor wie als getuige opgeroepen wordt voor de rechter of voor een parlementaire onderzoekscommissie om aldaar een getuigenis af te leggen.  De discretieplicht blijft van toepassing en de beroepsbeoefenaar moet ook hier omzichtig omgaan met de verkregen informatie.[1]
- Als de wet, het decreet of de ordonnantie verplicht geheimen bekend te maken.

Art. 458bis werd op 1 maart 2013 uitgebreid voor misdrijven van huiselijk geweld (Wet van 23 februari 2012, BS 26 maart 2012).
Ook in de volgende gevallen geldt het beroepsgeheim niet:
- het Fonds voor Medische Ongevallen kan medische gegevens opvragen aan artsen in geval van een aanvraag tot onderzoek door een slachtoffer van een medisch ongeval: in dat geval schendt de arts van het slachtoffer zijn beroepsgeheim niet;[2]
- artsen die aan het RIZIV moeten meedelen welke handelingen zij stellen met het oog op de tegemoetkoming in de zorg (ziekte-uitkering);[3]
- artsen en bepaalde andere personen die verplicht bepaalde besmettelijke en andere ziekten moeten melden (bijvoorbeeld bij hondsdolheid of COVID-19);[4]
- in sommige gevallen dienen beroepsgeheimhouders een afweging te maken tussen een schending van het beroepsgeheim enerzijds en tussen schuldig hulpverzuim (art. 422 bis Sw.) anderzijds.

## Het beroepsgeheim in Suriname
De schending van het beroepsgeheim wordt in Suriname strafbaar gesteld door artikel 332 van het Wetboek van Strafrecht.
Dit artikel 332 bepaalt:
Hij die opzettelijk enig geheim, hetwelk hij, uit hoofde van zijn hetzij tegenwoordig hetzij vroeger ambt of beroep, verplicht is te bewaren, bekend maakt, wordt gestraft met gevangenisstraf van ten hoogste zes maanden of geldboete van ten hoogste zes honderd gulden.
Indien dit misdrijf tegen een bepaalde persoon gepleegd is, wordt het slechts vervolgd op diens klachte.
Schending van het beroepsgeheim zal in Suriname dus meestal een klachtmisdrijf zijn.